# Myrmarachne edwardsi
Myrmarachne edwardsi là một loài nhện trong họ Salticidae.
Loài này thuộc chi Myrmarachne. Myrmarachne edwardsi được Berry, Joseph A miêu tả năm 1996. Beatty & Jerzy Prószyński.